# Футбольная ассоциация Палау
Ассоциация футбола Палау была основана в 2002 году. Штаб-квартира ассоциации располагается в бывшей столице Короре. В 2004 ассоциация стремились вступить в ФИФА (в связи с этим была организована футбольная лига), но неудачно. Палау является ассоциированным членом Конфедерации футбола Океании с 2006 года. В отборочных играх к чемпионату мира и в Кубке наций ОФК участия не принимает.

## Руководство
- Президент ассоциации — Дэрил Лунд.
- Генеральный секретарь — Анна Лунд.
- Тренер сборной — Эммануэль Окодува (Уганда).